# Ното (радіообсерваторія)
Радіотелескоп Ното (італ. Radiotelescopio di Noto) — радіотелескоп в Італії, на Сицилії, в муніципалітеті Ното. Він належить і фінансується Національним інститутом астрофізики, управління телескопом покладено на Інститут радіоастрономії Болоньї. Обсерваторія була відкрита в 1988 році.

## Обладнання
Радіотелескоп має параболічну антену діаметром 32 метри і вагою 300 тонн. Активна поверхня антени складається з 244 рухомих відбиваючих панелей, які підлаштовуються для компенсації деформацій антени, таким чином покращуючи прийом сигналів на високих частотах.
Антена має приймачі, які працюють на частотах від 0,327 до 43 ГГц, проводяться тести тривають з приймачем на частоті 86 ГГц.
Радіотелескоп був підключений до волоконно-оптичної мережі GARR для участі в інтерферометричних спостереженнях Європейської РНДБ-мережі. Це дає змогу надсилати дані безпосередньо до координаційного центру мережі. Пропускна спроможність оптичного волокна спочатку становила 1 Гбіт/с, а пізніше зросла до 10 Гбіт/с,.

## Задачі
Радіотелескоп був створений, щоб проводити астрономічні і геодезичні дослідження як частина мережі радіоінтерферометрії з наддовгою базою. Ця технологія поєднує телескопи на різних континентах, утворюючи віртуальну антену діаметром із Землю. Радіотелескоп також використовується для спостереження за космічним сміттям.
Радіотелескоп Noto бере участь у програмах RADIONET і NEXPRES, є частиною Європейської РНДБ-мережі, Об'єднаного інституту інтерферометрії з наддовгою базою (JIVE) та Міжнародної служби інтерферометрії з наддовгою базою для геодезії та астрометрія.

## Примітка
1. 1 2 3 4 5  Articoli su Radiotelescopio di Noto (it-IT) .
2. 1 2 3  Riprende vita l'antenna di Noto (it-IT) . 31 січня 2012.
3. ↑  (англ.) The Active Surface System on the Noto Radio telescope
4. ↑  (англ.) Radio astronomy across Europe
5. ↑  Arrivano i soccorsi per Noto (it-IT) . 16 лютого 2011.
6. ↑  IVS Components: Network Stations.
7. ↑  History | JIVE.